# La Primavera (Bouguereau)
La Primavera (in francese Le Printemps), conosciuto anche come Il ritorno della primavera, è un dipinto di William-Adolphe Bouguereau del 1886. L'opera è la rappresentazione di una ninfa all'inizio della primavera. Attualmente si trova in mostra presso il Museo d'Arte Joslyn a Omaha, Nebraska. Nel 1890 e nel 1976 il dipinto fu vittima di tentativi di vandalismo da parte di alcune persone che ritenevano offensiva la nudità apertamente sensuale dell'opera: quando è stato esposto a Omaha nel 1890 ha finito per essere vandalizzato da un pastore della chiesa presbiteriana, che gli lanciò contro una sedia e procurando in tal modo un ampio strappo alla tela: la giustificazione dell'atto compiuto fu che l'opera risvegliò in lui pensieri e desideri impuri.

## Descrizione
La ninfa, figura centrale nella pittura, è circondata da nove amorini sullo sfondo di una campagna fiorita. Gli amorini sembrano essersi appena svegliati e questo è suggerito dai tre amorini nella parte inferiore del quadro; i tre nella zona centrale sembrano ignorare la situazione mentre altri tre amorini sono attorno alla ninfa: due le raccolgono i capelli mentre un altro la contempla. La ninfa, appena sveglia, pare sorpresa di prima impressione, come suggeriscono le braccia intorno al petto, ma poi diventa parte della situazione, come si può leggere dall'espressione estasiata del suo volto.